# Timarci
Timarci is een plaats in de gemeente Sunja in de Kroatische provincie Sisak-Moslavina. De plaats telt 177 inwoners (2001).